# Jean Coralli
Pour les articles homonymes, voir Coralli.
Jean Coralli Peracini, fils de Giovanni Carlo Felice Serafino Coralli et Maria Barbara Ruggieri, est un danseur et maître de ballet italien né à Paris le 15 janvier 1779 et mort dans la même ville le 1er mai 1854, 

## Biographie
De famille bolonaise, Jean Coralli vient étudier à l'école de l'Opéra de Paris, où il débute en 1801. Il chorégraphie ses premières œuvres en 1806 pour Vienne, Milan, Lisbonne et Marseille. Nommé maître de ballet au théâtre de la Porte-Saint-Martin en 1825, il occupe les mêmes fonctions à l'Opéra en 1831, où il remplace Jean-Pierre Aumer en évinçant Filippo Taglioni et où il chorégraphie ses œuvres les plus significatives et les plus renommées.
Sa chorégraphie de Giselle, en collaboration avec Jules Perrot, marque l'apogée du ballet romantique et est toujours représentée aujourd'hui.

## Œuvres principales
- Paul et Rosette, Vienne, 1806.
- Amphion, Vienne, 1806.
- Les Incas, Vienne, 1807.
- Hélène et Pâris, Vienne, 1807.
- La Dansomanie, Milan, 1815.
- Les Noces de Zéphire et Flore, Milan, 1816.
- La Statue de Vénus, Milan, 1825.
- Les Ruses espagnoles, ballet-pantomime, théâtre de la Porte-Saint-Martin, 29 novembre 1825.
- Le Vieillard d'Ivry, ou 1590 et 1825, vaudeville en 2 tableaux de Marc-Antoine-Madeleine Désaugiers, Jean-Toussaint Merle et Ferdinand Laloue, ballet Coralli, à l'occasion du sacre de Charles X, théâtre de la Porte-Saint-Martin, 7 juin 1825.
- La Lisbell ou la Nouvelle Claudine, pantomime en 3 actes, théâtre de la Porte-Saint-Martin, 8 septembre 1825.
- Les Ruses espagnoles, ballet-pantomime, théâtre de la Porte-Saint-Martin, 29 novembre 1825.
- Monsieur de Pourceaugnac, ballet-folie-pantomime en 2 actes de Jean Coralli et Armand-François Jouslin de La Salle, théâtre de la Porte-Saint-Martin, 28 janvier 1826.
- Gulliver, ballet-folie en 2 actes de Jean Coralli et Armand-François Jouslin de La Salle, théâtre de la Porte-Saint-Martin, 9 mai 1826.
- La Visite à Bedlam, ballet-pantomime en 2 tableaux, théâtre de la Porte-Saint-Martin, 19 septembre 1826.
- Le Mariage de raison, Paris, 1827.
- La Neige, Paris, 1827.
- Les Hussards et les jeunes filles, Paris, 1828.
- Léocadie, Paris, 1828.
- Faust, Paris, 1828.
- Les Artistes, Paris, 1829.
- La Somnambule, Vienne, 1830.
- Le Mariage de raison, Vienne, 1830.
- L'Orgie, Paris, 1831.
- La Tentation, Paris, 1832.
- La Tempête ou l'Île des génies, Paris, 1834.
- Le Diable boiteux, Paris, 1836.
- La Chatte métamorphosée en femme, Paris, 1837.
- La Tarentule, Paris, 1839.
- Giselle, avec Jules Perrot (Paris), 1841.
- La Péri, Paris, 1843.
- Eucharis, Paris, 1844.
- Ozaï, Paris, 1847.